# Deutsche Leichtathletik-Meisterschaften 2023
Die 123. Deutschen Leichtathletik-Meisterschaften fanden am 8. und 9. Juli 2023 im Kasseler Auestadion statt.
Wie in den letzten Jahren schon mehrmals praktiziert, wurde auch aus der Hauptveranstaltung wieder ein Wettbewerb des üblichen Programms ausgelagert. Diesmal war es der Stabhochsprung, der am 6. Juli (Frauen) / 7. Juli (Männer) am Rheinufer in Düsseldorf ausgetragen wurde, um so einen Zusammenhang zwischen den Deutschen Meisterschaften der Leichtathletik und den Finals 2023, welche überwiegend in Düsseldorf und Duisburg stattfanden, herzustellen.

## Ausgelagerte Disziplinen
Wie bei den Deutschen Leichtathletik-Meisterschaften üblich, fanden die Titelkämpfe in einigen Disziplinen aus organisatorischen oder logistischen Gründen nicht am Haupttermin statt, sondern wurden ausgelagert.
Dazu eine Übersicht:
- Halbmarathon: 26. März 2023 in Freiburg im Breisgau – im Rahmen des Freiburg-Marathons[3]
- 100-km-Straßenlauf (DUV): 1. April 2023 in Ubstadt-Weiher – im Rahmen des 2. HaWei100s[4]
- Straßengehen über 20 und 35 km: 15. April 2023 in Erfurt[5]
- Langstaffeln: 29. April 2023 in Bietigheim-Bissingen[6]
- Berglauf: 29. April 2023 in Bühlertal – im Rahmen des 45. Hundseck-Berglaufs[7]
- 10.000 Meter: 6. Mai 2023 in Mittweida[8]
- 24-Stunden-Lauf (DUV): 27./28. Mai 2023 in Braunschweig – im Rahmen des 10. Rüninger 24-Stundenlaufs[9]
- Ultratrail (DUV): 24. Juni 2023 in Breitenbrunn/Erzgeb. – im Rahmen des 10. Sachsentrails[10]
- Bahngehen: 24. Juni 2023 in Bühlertal[11]
- 50-km-Straßenlauf (DUV): 15. Juli 2023 in Duisburg – im Rahmen des 5. Regattabahn Ultras 50km[12]
- Mehrkämpfe (Sieben- bzw. Zehnkampf): vom 1. bis 3. September 2023 in Hannover[13]
- 10-km-Straßenlauf: 10. September 2023 in Bad Liebenzell[14]
- 6-Stunden-Lauf (DUV): 1. Oktober 2023 – im Rahmen des 5. Dreilinden Ultra-Laufs in Kleinmachnow[15]
- Marathon: 1. Oktober 2023 in Köln – im Rahmen des Köln-Marathons[16]
- Crosslauf: 25. November 2023 in Perl[17]

## Rekorde
Vor Austragung der Hauptveranstaltung am 8. und 9. Juli 2023 in Kassel wurden im Rahmen der ausgelagerten Wettbewerbe zwei neue deutsche Rekorde (DR) aufgestellt:
- 24-Stunden-Lauf: 278,3125 km – Felix Weber (SportTrend Ultralaufteam Braunschweig), 27. Mai in Braunschweig
- 24-Stunden-Lauf, Mannschaftswertung: 616,25 km – Die Laufpartner (Anne Stephan, Marieke Broeren, Jasmin Beer), 27. Mai in Braunschweig

Am 9. Juli wurde der einzige neue Deutsche Rekord bei der Hauptveranstaltung aufgestellt: Der Sprinter Joshua Hartmann (ASV Köln) gewann über 200 m in einer Zeit von 20,02 Sekunden.
Darüber hinaus gab es neun neue Meisterschaftsrekorde (CR). Dazu ist einschränkend allerdings anzumerken, dass die Geherdistanz von 35 km sowie auch die 4-mal-400-Meter-Mixed-Staffel nach 2022 erst zum zweiten Mal zum Wettkampfprogramm gehörten. Bis 2021 war die längere Gehstrecke bei den Männern 50 km lang, während es bei den Frauen nur den Wettbewerb über 20 km gab. Ebenso wurden der 6-Stunden-Lauf für Frauen und Männer mit jeweils Einzel- und Teamwertungen erst zum zweiten Mal als Disziplinen der Deutschen Meisterschaften ausgetragen.
- Halbmarathon: 1:01:44 h – Richard Ringer (LC Rehlingen), 26. März in Freiburg
- 35 km Straßengehen: 2:28:19 h – Karl Junghannß (LC Top Team Thüringen), 15. April in Erfurt
- Halbmarathon, Mannschaftswertung: 3:38:16 h – LG Telis Finanz Regensburg (Miriam Dattke, Domenika Mayer, Svenja Ojstersek), 26. März in Freiburg
- 35 km Straßengehen: 3:03:13 h – Bianca Maria Dittrich (Droste-Running Team), 15. April in Erfurt
- 4-mal-400-Meter-Mixed-Staffel: 3:23:06 min – VfL Sindelfingen (Alexander Stepanov, Carolina Krafzik, Lisa Sophie Hartmann, Constantin Preis), 29. April in Bietigheim-Bissingen
- 6-Stunden-Lauf, Einzelwertung Männer: 82,64364 km – Michael Ohler (TSV Kandel), 1. Oktober in Kleinmachnow
- 6-Stunden-Lauf, Teamwertung Männer: 223,61492 km – Die Laufpartner (Gerrit Wegener, Martin Armenat, Rainer Knust), 1. Oktober in Kleinmachnow
- 6-Stunden-Lauf, Einzelwertung Frauen: 76,553 km – Jasmin Beer (Die Laufpartner), 1. Oktober in Kleinmachnow
- 6-Stunden-Lauf, Teamwertung Frauen: 214,085 km – Die Laufpartner (Jasmin Beer, Hella Damerau, Melanie Anders), 1. Oktober in Kleinmachnow

## Legende
Kurze Übersicht zur Bedeutung der Symbolik – so üblicherweise auch in sonstigen Veröffentlichungen verwendet:
- CR: Championshiprekord
- DR: Deutscher Rekord
- DNF: Wettkampf nicht beendet (did not finish)
- Pl.Ziff.: Platzziffer

## Medaillengewinner
Die folgenden Übersichten fassen die Medaillengewinner und -gewinnerinnen zusammen. Eine ausführlichere Übersicht mit den jeweils ersten acht in den einzelnen Disziplinen findet sich unter dem Link Deutsche Leichtathletik-Meisterschaften 2023/Resultate.

### Männer
| Disziplin                                    | Gold                                                                                | Leistung        | Silber                                                                         | Leistung       | Bronze                                                                        | Leistung                             |
| -------------------------------------------- | ----------------------------------------------------------------------------------- | --------------- | ------------------------------------------------------------------------------ | -------------- | ----------------------------------------------------------------------------- | ------------------------------------ |
| 100 m Wind: +0,2 m/s                         | Yannick Wolf (LG Stadtwerke München)                                                | 10,19 s000      | Julian Wagner (LC Top Team Thüringen)                                          | 10,21 s00      | Robin Ganter (MTG Mannheim)                                                   | 10,29 s00                            |
| 200 m Wind: +0,6 m/s                         | Joshua Hartmann (ASV Köln)                                                          | 20,02 s DR      | Kevin Ugo (TV Wattenscheid 01)                                                 | 20,64 s00      | Steven Müller (LG OVAG Friedberg-Fauerbach)                                   | 20,70 s00                            |
| 400 m                                        | Manuel Sanders (LG Olympia Dortmund)                                                | 45,07 s000      | Jean Paul Bredau (SC Potsdam)                                                  | 45,67 s00      | Patrick Schneider (TV Wattenscheid 01)                                        | 46,19 s00                            |
| 800 m                                        | Luis Oberbeck (LG Göttingen)                                                        | 1:47,48 min0    | Dennis Biederbick (Eintracht Frankfurt)                                        | 1:47,84 min    | Emil Meggle (LG Stadtwerke München)                                           | 1:47,98 min                          |
| 1500 m                                       | Marius Probst (TV Wattenscheid 01)                                                  | 3:46,73 min0    | Amos Bartelsmeyer (Eintracht Frankfurt)                                        | 3:47,30 min    | Elias Schreml (LG Olympia Dortmund)                                           | 3:47,60 min                          |
| 5000 m                                       | Florian Bremm (LSC Höchstadt/Aisch)                                                 | 13:35,65 min0   | Maximilian Thorwirth (SFD 75 Düsseldorf-Süd)                                   | 13:35,70 min   | Sam Parsons (SCC Berlin)                                                      | 13:37,99 min                         |
| 10.000 m                                     | Nils Voigt (TV Wattenscheid 01)                                                     | 28:03,15 min0   | Filimon Abraham (LG Telis Finanz Regensburg)                                   | 28:12,79 min   | Filmon Teklebrhan-Berhe (LAC Freiburg)                                        | 28:25,82 min                         |
| 10-km-Straßenlauf                            | Richard Ringer (LC Rehlingen)                                                       | 28:23 min000    | Davor Aaron Bienenfeld (SSC Hanau-Rodenbach)                                   | 29:29 min00    | Markus Görger (LG Region Karlsruhe)                                           | 29:37 min00                          |
| 10-km-Straßenlauf Mannschaftswertung         | TSV Bayer 04 LeverkusenJonathan Dahlke Till Grommisch Jonas Humke                   | 1:30:21 h00000  | LG Region KarlsruheMarkus Görger Simon Stützel Jannik Weiß                     | 1:31:10 h0000  | LG BraunschweigTom Förster Sebastian Hendel Joseph Katib                      | 1:32:00 h0000                        |
| Halbmarathon                                 | Richard Ringer (LC Rehlingen)                                                       | 1:01:44 h CR00  | Simon Boch (LG Telis Finanz Regensburg)                                        | 1:01:54 h0000  | Filmon Teklebrhan-Berhe (LAC Freiburg)                                        | 1:02:17 h0000                        |
| Halbmarathon Mannschaftswertung              | LG Telis Finanz RegensburgSimon Boch Tobias Ritter Maximilian Zeus                  | 3:14:42 h00000  | TV KonstanzFlorian Röser Niklas Hänze Jens Ziganke                             | 3:19:44 h0000  | LAV Stadtwerke TübingenLorenz Baum Anthony Tomsich Jan-Philipp Kisker         | 3:20:56 h0000                        |
| Marathon                                     | Lorenz Baum (LAV Stadtwerke Tübingen)                                               | 2:15:57 h00000  | Erik Hille (LT Haspa Marathon Hamburg)                                         | 2:18:35 h0000  | Tom Thurley (Potsdamer Laufclub)                                              | 2:19:08 h0000                        |
| Marathon Mannschaftswertung                  | Aachener TGLothar Wyrwoll Nico Fuchs Maurice Müller                                 | 7:45:59 h00000  | Milers Colonia 2020Linus Korsmeier Markus Mey Markus Meinke                    | 7:55:54 h0000  | SV WaldkirchDominik Haberstroh Balthasar Larisch Raffael Schaffrik            | 7:58:37 h0000                        |
| 50-km-Straßenlauf (DUV)                      | Alexander Bock (LC Rehlingen)                                                       | 3:04:54 h00000  | Lukas Kley (TV Refrath)                                                        | 3:18:31 h0000  | Tobias Kaufhold (LaufLeben Running Crew)                                      | 3:19:53 h0000                        |
| 50-km-Straßenlauf (DUV) Mannschaftswertung   | TV RefrathLukas Kley Manuel Skopnik Simon Richers                                   | 11:38:50 h00000 | Die LaufpartnerMartin Armenat Rainer Knust Marius Boenke                       | 11:52:29 h0000 | LG UltralaufRalf Gundermann Timo Hölzchen Christoph Schneider                 | 12:00:32 h0000                       |
| 100-km-Straßenlauf (DUV)                     | Felix Weber (sportTREND Ultralauf- und Triathlonteam)                               | 6:52:50 h00000  | Johannes Arens (TG Kitzingen)                                                  | 6:53:12 h0000  | Thomas Ungethüm (VfB Lengenfeld)                                              | 7:23:35 h0000                        |
| 100-km-Straßenlauf (DUV) Mannschaftswertung  | sportTREND Ultralauf- und TriathlonteamFelix Weber Patrick Kaczynski Marcel Leuze   | 23:11:13 h00000 | LG UltralaufFabian Deibl Ralf Gundermann Fabian Benz                           | 24:54:48 h0000 | Spiridon FrankfurtFlorian Kaltenbach Lothar Esser Mike Sethmacher             | 27:11:30 h0000                       |
| 110 m Hürden Wind: +0,1 m/s                  | Manuel Mordi (Hamburger SV)                                                         | 13,77 s000      | Tim Eikermann (TSV Bayer 04 Leverkusen)                                        | 13,82 s00      | Gregory Minoue (TV Angermund)                                                 | 13,84 s00                            |
| 400 m Hürden                                 | Joshua Abuaku (Eintracht Frankfurt)                                                 | 48,45 s000      | Constantin Preis (VfL Sindelfingen)                                            | 48,45 s00      | Darius Gußmann (Eintracht Frankfurt)                                          | 50,79 s00                            |
| 3000 m Hindernis                             | Karl Bebendorf (Dresdner SC 1898)                                                   | 8:24,52 min0    | Jens Mergenthaler (LG farbtex Nordschwarzwald)                                 | 8:26,35 min    | Niklas Buchholz (LSC Höchstadt/Aisch)                                         | 8:27,06 min                          |
| 4 × 100 m Staffel                            | TV Wattenscheid 01Michael Bryan Kevin Ugo Robin Erewa Joshua Koßmann                | 39,39 s000      | Hamburger SVPaul Erdle Matti Wellm Moritz Mainka Lucas Ansah-Peprah            | 39,49 s00      | MTG MannheimTimo Lange Robin Ganter Jonas Kriesamer Tim Alexander Kolbe       | 39,74 s00                            |
| 4 × 400 m Staffel                            | LG Nord BerlinJoseph Mouaha Alexander Hanke Johannes Wuthe Marc Koch                | 3:12,60 min0    | LG Olympia DortmundJonas Breitkopf Jenning Färber Henrik Krause Manuel Sanders | 3:12,71 min    | TSV GräfelfingMichael Schäfer Johannes Trefz Benedikt Wiesend Arne Leppelsack | 3:12,80 min                          |
| 3 × 1000 m Staffel                           | LSC Höchstadt/AischBrian Weisheit Nick Jäger Florian Bremm                          | 7:18,35 min0    | Athletics Team KarbenNiklas Harsy Jan Dillemuth Marc Tortell                   | 7:18,55 min    | LG farbtex NordschwarzwaldHenri Hansert Timo Benitz Jens Mergenthaler         | 7:18,77 min                          |
| 10.000 Meter Bahngehen                       | Christopher Linke (SC Potsdam)                                                      | 39:51,11 min0   | Carl Dohmann (SCL Heel Baden-Baden)                                            | 40:36,74 min   | Leo Köpp (LG Nord Berlin)                                                     | 40:48,58 min                         |
| 20 km Straßengehen                           | Christopher Linke (SC Potsdam)                                                      | 1:21:00 h00000  | Nils Brembach (SC Potsdam)                                                     | 1:22:15 h0000  | Leo Köpp (LG Nord Berlin)                                                     | 1:24:14 h0000                        |
| 20 km Straßengehen Mannschaftswertung        | SC PotsdamChristopher Linke Nils Brembach Johannes Frenzl                           | 4:07:32 h00000  | ASV ErfurtAndreas Wild Reinhard Langhammer Ronald Papst                        | 6:44:03 h0000  | Polizei SV BerlinStefan Lehmann Ralf Janotte Bernd Ocker Hölters              | 7:16:43 h0000                        |
| 35 km Straßengehen                           | Karl Junghannß (LC Top Team Thüringen)                                              | 2:28:19 h CR00  | Carl Dohmann (SCL Heel Baden-Baden)                                            | 2:31:52 h0000  | Nathaniel Seiler (TV Bühlertal)                                               | 2:33:39 h0000                        |
| Hochsprung                                   | Tobias Potye (LG Stadtwerke München)                                                | 2,27 m          | Falk Wendrich (LAZ Soest)                                                      | 2,18 m         | Florian Hornig (TSV Bayer 04 Leverkusen)                                      | 2,10 m                               |
| Stabhochsprung                               | Bo Kanda Lita Baehre (TSV Bayer 04 Leverkusen)                                      | 5,82 m          | Oleg Zernikel (ASV Landau)                                                     | 5,52 m         | Gillian Ladwig (Schweriner SC)                                                | 5,52 m                               |
| Weitsprung                                   | Simon Batz (MTG Mannheim)                                                           | 7,97 m          | Luka Herden (LG Brillux Münster)                                               | 7,91 m         | Fabian Heinle (VfB Stuttgart)                                                 | 7,70 m                               |
| Dreisprung                                   | Max Heß (LAC Erdgas Chemnitz)                                                       | 16,12 m         | Pascal Boden (Dresdner SC 1898)                                                | 15,55 m        | Gabriel Wiertz (TuS 1860 Pfarrkirchen)                                        | 15,31 m                              |
| Kugelstoßen                                  | Dennis Lukas (LG Idar-Oberstein)                                                    | 19,82 m         | Tizian Lauria (VfL Sindelfingen)                                               | 19,65 m        | Silas Ristl (LAC Essingen)                                                    | 19,65 m                              |
| Diskuswurf                                   | Henrik Janssen (SC Magdeburg)                                                       | 63,93 m         | Steven Richter (LV 90 Erzgebirge)                                              | 63,57 m        | Christoph Harting (LG Nord Berlin)                                            | 62,87 m                              |
| Hammerwurf                                   | Sören Klose (Eintracht Frankfurt)                                                   | 73,90 m         | Konstantin Steinfurth (LG Eppstein-Kelkheim)                                   | 68,33 m        | Christoph Gleixner (Eintracht Frankfurt)                                      | 67,65 m                              |
| Speerwurf                                    | Julian Weber (USC Mainz)                                                            | 88,72 m         | Maurice Voigt (LG Ohra Energie)                                                | 77,43 m        | Casimir Matterne (Hannover 96)                                                | 71,68 m                              |
| Zehnkampf                                    | Marcel Meyer (Hannover 96)                                                          | 8190 P          | Tim Nowak (SSV Ulm 1846)                                                       | 7897 P         | Nils Kruse (LG Region Karlsruhe)                                              | 7003 P                               |
| Zehnkampf Mannschaftswertung                 | Hannover 96Marcel Meyer Cristian Ifrim Tyl Rozok                                    | 21.231 P        | LG Steinlach-ZollernNiklas Kretschmer Finn Schulz Joshua Kommer                | 18.017 P       | nur zwei Mannschaften in der Wertung                                          | nur zwei Mannschaften in der Wertung |
| Crosslauf (Mittelstrecke) 4,35 km            | Jens Mergenthaler (LG farbtex Nordschwarzwald)                                      | 12:11 min000    | Konstantin Wedel (LG Telis Finanz Regensburg)                                  | 12:17 min00    | Marc Tortell (Athletics Team Karben)                                          | 12:23 min00                          |
| Crosslauf (Mittelstrecke) Mannschaftswertung | LG farbtex NordschwarzwaldJens Mergenthaler Timo Benitz Henri Hansert               | Pl.Ziff. 19     | LG Region KarlsruheFelix Wammetsberger Christoph Kessler Jannik Weiß           | Pl.Ziff. 27    | SSV Ulm 1846Robert Fülle Fabian Konrad Tom Jäger                              | Pl.Ziff. 57                          |
| Crosslauf (Langstrecke) 9,7 km               | Markus Görger (LG Region Karlsruhe)                                                 | 27:45 min000    | Filmon Teklebrhan-Berhe (LAC Freiburg)                                         | 28:31 min00    | Davor Aaron Bienenfeld (SSC Hanau-Rodenbach)                                  | 28:34 min00                          |
| Crosslauf (Langstrecke) Mannschaftswertung   | LSC Höchstadt/AischNick Jäger Florian Bremm Niklas Buchholz                         | Pl.Ziff. 31     | TSV Bayer 04 LeverkusenJonathan Dahlke Max Nores Till Grommisch                | Pl.Ziff. 42    | SG WendenJonas Hoffmann Fabian Jenne Frederik Jonas Wehner                    | Pl.Ziff. 50                          |
| Berglauf 9,8 km/654 Höhenmeter               | Lukas Ehrle (LG Brandenkopf)                                                        | 38:43 min000    | Maximilian Zeus (LG Telis Finanz Regensburg)                                   | 40:06 min00    | Felix Köhler (LG Brandenkopf)                                                 | 40:46 min00                          |
| Berglauf Mannschaftswertung                  | SSC Hanau-RodenbachPhilipp Stuckhardt Marius Abele Julius Hild                      | 2:05:12 h00000  | LG BrandenkopfLukas Ehrle Felix Köhler Ulrich Benz                             | 2:06:31 h0000  | SG WendenFabian Jenne Nils Schäfer Markus Mockenhaupt                         | 2:08:52 h0000                        |
| 6-Stunden-Lauf (DUV)                         | Michael Ohler (TSV Kandel)                                                          | 82,64364 km CR  | Gerrit Wegener (Die Laufpartner)                                               | 77,69044 km    | Marius Seith (LSG Karlsruhe)                                                  | 75,63356 km                          |
| 6-Stunden-Lauf (DUV) Mannschaftswertung      | Die LaufpartnerGerrit Wegener Martin Armenat Rainer Knust                           | 223,61492 km CR | Laufgemeinschaft WürzburgMarko Gränitz Florian Reus Rainer Koch                | 214,28596 km   | LG Nord Berlin UltrateamDirk Kiwus Enrico Wiessner Dominik Pick               | 207,24088 km                         |
| Ultratrail (DUV) 74,5 km / 2120 hm           | Daniel Greiner (SV Sömmerda)                                                        | 6:06:53 h00000  | Markus Brennauer (TSV Penzberg)                                                | 6:15:25 h0000  | Marc Schulze (Citylauf-Verein Dresden)                                        | 6:17:09 h0000                        |
| Ultratrail (DUV) Mannschaftswertung          | LG Nord BerlinFrank Merrbach Enrico Wiessner Alexander Dautel                       | 21:48:36 h0000  | GutsMuths-RennsteiglaufvereinMarcel König Peter Schumann Andre Skrowny         | 22:54:22 h000  | Spiridon FrankfurtStefan Pracht Lothar Esser Daniel Arnold                    | 23:56:02 h000                        |
| 24-Stunden-Lauf (DUV)                        | Felix Weber (SportTrend Ultralaufteam Braunschweig)                                 | 278,3125 km DR0 | Michael Ohler (TSV 1886 Kandel)                                                | 256,3496 km0   | Marius Seith (LSG Karlsruhe)                                                  | 234,8508 km0                         |
| 24-Stunden-Lauf (DUV) Mannschaftswertung     | SportTrend Ultralaufteam BraunschweigFelix Weber Patrick Kaczynski Torben Bernhardt | 697,08 km000000 | LG UltralaufFlorian Gossenauer Klaus Haake Dirk Minnebusch                     | 591,73 km000   | LG Mauerweg BerlinTobias Langer Jörn Künstner Matthias Weiser                 | 568,08 km00                          |

### Frauen
| Disziplin                                   | Gold                                                                                       | Leistung                          | Silber | Leistung                           | Bronze                                                                                     | Leistung                             |
| ------------------------------------------- | ------------------------------------------------------------------------------------------ | --------------------------------- | --- | ---------------------------------- | ------------------------------------------------------------------------------------------ | ------------------------------------ |
| 100 m Wind: +0,3 m/s                        | Gina Lückenkemper (SCC Berlin)                                                             | 11,03 s00                         | Chelsea Kadiri (SC Magdeburg)                                                                                                | 11,33 s00                          | Sina Mayer (LAZ Zweibrücken)                                                               | 11,40 s00                            |
| 200 m Wind: +0,9 m/s                        | Alexandra Burghardt (Wacker Burghausen)                                                    | 23,36 s00                         | Lisa Nippgen (MTG Mannheim)                                                                                                  | 23,37 s00                          | Denise Uphoff (LG Stadtwerke München)                                                      | 23,40 s00                            |
| 400 m                                       | Skadi Schier (SCC Berlin)                                                                  | 51,82 s00                         | Corinna Schwab (LAC Erdgas Chemnitz)                                                                                         | 52,27 s00                          | Alica Schmidt (SCC Berlin)                                                                 | 52,37 s00                            |
| 800 m                                       | Alina Ammann (TuS Esingen)                                                                 | 2:01,42 min                       | Christina Hering (LG Stadtwerke München)                                                                                     | 2:01,46 min                        | Majtie Kolberg (LG Kreis Ahrweiler)                                                        | 2:01,52 min                          |
| 1500 m                                      | Katharina Trost (LG Stadtwerke München)                                                    | 4:09,05 min                       | Hanna Klein (LAV Stadtwerke Tübingen)                                                                                        | 4:09,88 min                        | Nele Weßel (Eintracht Frankfurt)                                                           | 4:13,12 min                          |
| 5000 m                                      | Lea Meyer (TSV Bayer 04 Leverkusen)                                                        | 15:26,82 min                      | Eva Dieterich (LAV Stadtwerke Tübingen)                                                                                      | 15:48,69 min                       | Sofia Benfares (LC Rehlingen)                                                              | 16:08,26 min                         |
| 10.000 m                                    | Domenika Mayer (LG Telis Finanz Regensburg)                                                | 32:14,34 min                      | Eva Dieterich (LAV Stadtwerke Tübingen)                                                                                      | 32:17,75 min                       | Deborah Schöneborn (SCC Berlin)                                                            | 32:45,81 min                         |
| 10-km-Straßenlauf                           | Domenika Mayer (LG Telis Finanz Regensburg)                                                | 32:22 min00                       | Miriam Dattke (LG Telis Finanz Regensburg)                                                                                   | 32:39 min00                        | Deborah Schöneborn (SCC Berlin)                                                            | 33:26 min00                          |
| 10-km-Straßenlauf Mannschaftswertung        | LG Telis Finanz Regensburg IDomenika Mayer Miriam Dattke Svenja Ojstersek                  | 1:39:33 h0000                     | SCC BerlinDeborah Schöneborn Rabea Schöneborn Christina Gerdes                                                               | 1:43:18 h0000                      | LG Telis Finanz Regensburg IIFranziska Drexler Franziska Reng Hanna Bruckmayer             | 1:45:56 h0000                        |
| Halbmarathon                                | Miriam Dattke (LG Telis Finanz Regensburg)                                                 | 1:10:47 h0000                     | Domenika Mayer (LG Telis Finanz Regensburg)                                                                                  | 1:11:27 h0000                      | Fabienne Königstein (MTG Mannheim)                                                         | 1:12:00 h0000                        |
| Halbmarathon Mannschaftswertung             | LG Telis Finanz RegensburgMiriam Dattke Domenika Mayer Svenja Ojstersek                    | 3:38:16 h CR0                     | MTG MannheimFabienne Königstein Merle Brunnée Sylvie Müller                                                                  | 3:52:34 h0000                      | TSG 1845 HeilbronnIris Rautenberg Isabel Leibfried Bettina Englisch                        | 3:58:29 h0000                        |
| Marathon                                    | Esther Jacobitz (TK zu Hannover)                                                           | 2:37:00 h0000                     | Katja Fischer (SCC Berlin)                                                                                                   | 2:44:30 h0000                      | Verena Vogt (LSF Münster)                                                                  | 2:46:58 h0000                        |
| Marathon Mannschaftswertung                 | LSF MünsterVerena Vogt Jana Kappenberg Raija Schmidt                                       | 8:32:40 h0000                     | Delligser SCMelina Köppelmann Annike Wiedemann Natascha Seyd                                                                 | 10:04:58 h0000                     | nur zwei Teams in der Wertung                                                              | nur zwei Teams in der Wertung        |
| 50-km-Straßenlauf (DUV)                     | Christiane Neidiger (Die Laufpartner)                                                      | 3:41:12 h0000                     | Katharina Mühlhoff (LAG Saarbrücken & C.A. Els Sitges Burjassot)                                                             | 3:47:56 h0000                      | Malin Auraß (LG Nord Berlin Ultrateam)                                                     | 3:50:06 h0000                        |
| 50-km-Straßenlauf (DUV) Mannschaftswertung  | Die Laufpartner IChristiane Neidiger Jasmin Beer Anne Stephan                              | 11:43:15 h0000                    | Die Laufpartner IIJulia Jezek Hella Damerau Marieke Broeren                                                                  | 12:58:29 h0000                     | LG UltralaufKatrin Gottschalk Claudia Lederer Silke Herrmann                               | 13:15:06 h0000                       |
| 100-km-Straßenlauf (DUV)                    | Katrin Gottschalk (LG Ultralauf)                                                           | 8:25:31 h0000                     | Katrin Ochs (LG Filder) | 8:42:48 h0000                      | Katja Hinze-Thüs (SG Wenden)                                                               | 8:44:15 h0000                        |
| 100-km-Straßenlauf (DUV) Mannschaftswertung | LG UltralaufKatrin Gottschalk Dagmar Deuber Eva Piehlmeier                                 | 33:04:23 h0000                    | nur eine Mannschaft in der Wertung                                                                                           | nur eine Mannschaft in der Wertung |                                                                                            |                                      |
| 100 m Hürden Wind: +0,3 m/s                 | Franziska Schuster (TSV Bayer 04 Leverkusen)                                               | 13,17 s00                         | Isabel Mayer (TV Wattenscheid 01)                                                                                            | 13,19 s00                          | Monika Zapalska (TV Wattenscheid 01)                                                       | 13,26 s00                            |
| 400 m Hürden                                | Carolina Krafzik (VfL Sindelfingen)                                                        | 54,87 s00                         | Eileen Demes (TV 1861 Neu-Isenburg)                                                                                          | 55,72 s00                          | Melanie Böhm (VfL Sindelfingen)                                                            | 56,17 s00                            |
| 3000 m Hindernis                            | Lea Meyer (TSV Bayer 04 Leverkusen)                                                        | 9:33,19 min                       | Olivia Gürth (Diezer TSK Oranien)                                                                                            | 9:45,55 min                        | Pauline Meyer (TV Westfalia Epe)                                                           | 9:54,60 min                          |
| 4 × 100 m Staffel                           | SCC BerlinLeonie Kluwig Michelle Janiak Nadine Reetz Gina Lückenkemper                     | 43,91 s00                         | VfL SindelfingenJasmin Pansa Carolina Krafzik Lisa Sophie Hartmann Jessica-Bianca Wessolly                                   | 44,37 s00                          | LG Stadtwerke MünchenMarina Scherzl Amelie-Sophie Lederer Denise Uphoff Hannah Fleischmann | 44,44 s00                            |
| 4 × 400 m Staffel                           | VfL SindelfingenMelanie Böhm Jessica-Bianca Wessolly Lisa Sophie Hartmann Carolina Krafzik | 3:36,82 min                       | TSV Bayer 04 LeverkusenJudith Franzen Annkathrin Hoven Tessa Srumf Rebekka Leslie Babilon                                    | 3:36,83 min                        | SCC BerlinMichelle Janiak Skadi Schier Jennifer Hauke Alica Schmidt                        | 3:40,80 min                          |
| 3 × 800 m Staffel                           | LAV Stadtwerke TübingenCarolin Führen Laura Wilhelm Hanna Klein                            | 6:30,66 min                       | ASV KölnKim Uhlendorf Inken Terjung Vera Coutellier                                                                          | 6:33,06 min                        | StG ATK-Königstein-Groß GerauMarie Burchard Sophia Wolf Lara Tortell                       | 6:33,09 min                          |
| 5000 Meter Bahngehen                        | Kylie Garreis (LG Vogtland)                                                                | 23:47,86 min                      | Bianca Schenker (LG Vogtland)                                                                                                | 26:23,09 min                       | Julia Schmidt (SpVgg Niederaichbach)                                                       | 26:30,65 min                         |
| 20 km Straßengehen                          | Saskia Feige (SC DHfK Leipzig)                                                             | 1:28:28 h0000                     | Emilia Lehmeyer (LG Nord Berlin)                                                                                             | 1:39:25 h0000                      | Lea Anika Obenaus (SC Potsdam)                                                             | 1:52:21 h0000                        |
| 20 km Straßengehen Mannschaftswertung       | Keine Mannschaften in der Wertung                                                          | Keine Mannschaften in der Wertung | Keine Mannschaften in der Wertung                                                                                            | Keine Mannschaften in der Wertung  | Keine Mannschaften in der Wertung                                                          | Keine Mannschaften in der Wertung    |
| 35 km Straßengehen                          | Bianca Maria Dittrich (Droste-Running Team)                                                | 3:03:13 h CR0                     | Katrin Schusters (Polizei SV Berlin)                                                                                         | 3:15:04 h0000                      | Bianca Schenker (LG Vogtland)                                                              | 3:34:16 h0000                        |
| Hochsprung                                  | Marie-Laurence Jungfleisch (VfB Stuttgart)                                                 | 1,84 m                            | Laura Gröll (LG Stadtwerke München) Lavinja Jürgens (LG Stadtwerke München) Anna-Sophie Schmitt (SV GO! Saar 05 Saarbrücken) | 1,81 m                             |                                                                                            |                                      |
| Stabhochsprung                              | Anjuli Knäsche (LG Leinfelden-Echterdingen)                                                | 4,41 m                            | Chiara Sistermann (TSV Gräfelfing)                                                                                           | 4,31 m                             | Annika Roloff (MTV 49 Holzminden)                                                          | 4,11 m                               |
| Weitsprung                                  | Malaika Mihambo (LG Kurpfalz)                                                              | 6,93 m                            | Mikaelle Assani (SCL Heel Baden-Baden)                                                                                       | 6,50 m                             | Maryse Luzolo (Königsteiner LV)                                                            | 6,47 m                               |
| Dreisprung                                  | Maria Purtsa (LAC Erdgas Chemnitz)                                                         | 14,02 m                           | Sarah-Michelle Kudla (SCC Berlin)                                                                                            | 13,53 m                            | Lea-Sophie Klik (LAC Erdgas Chemnitz)                                                      | 13,23 m                              |
| Kugelstoßen                                 | Sara Gambetta (SV Halle)                                                                   | 18,51 m                           | Yemisi Ogunleye (MTG Mannheim)                                                                                               | 17,91 m                            | Julia Ritter (TV Wattenscheid 01)                                                          | 17,79 m                              |
| Diskuswurf                                  | Kristin Pudenz (SC Potsdam)                                                                | 65,98 m                           | Shanice Craft (SV Halle) | 64,05 m                            | Marike Steinacker (TSV Bayer 04 Leverkusen)                                                | 62,70 m                              |
| Hammerwurf                                  | Samantha Borutta (Eintracht Frankfurt)                                                     | 68,12 m                           | Aileen Kuhn (LAZ Ludwigsburg)                                                                                                | 66,87 m                            | Michelle Döpke (TSV Bayer 04 Leverkusen)                                                   | 64,59 m                              |
| Speerwurf                                   | Christin Hussong (LAZ Zweibrücken)                                                         | 56,79 m                           | Dana Bergrath (TSV Bayer 04 Leverkusen)                                                                                      | 56,11 m                            | Victoria Krause (Leichlinger Turnverein)                                                   | 55,66 m                              |
| Siebenkampf                                 | Mareike Rösing (USC Mainz)                                                                 | 5936 P                            | Lucie Kienast (Eintracht Frankfurt)                                                                                          | 5582 P                             | Laura Voß (LAZ Soest)                                                                      | 5520 P                               |
| Siebenkampf Mannschaftswertung              | Eintracht FrankfurtLucie Kienast Janina Lange Maira Gauges                                 | 15.455 P                          | LG Bünde-LöhneSarina Brockmann Anna Deitert Nina Wältz                                                                       | 14.215 P                           | MTV LübeckKatharina Kemp Janne Ohrt Paula De Boer                                          | 13.629 P                             |
| Crosslauf 6,8 km                            | Elena Burkard (LG farbtex Nordschwarzwald)                                                 | 22:40 min00                       | Eva Dieterich (LAV Stadtwerke Tübingen)                                                                                      | 22:43 min00                        | Lisa Tertsch (ASC Darmstadt)                                                               | 22:54 min00                          |
| Crosslauf Mannschaftswertung                | LG Region KarlsruheLisa Merkel Amélie Svensson Céline Kaiser                               | Pl.Ziff. 64                       | TSV Bayer 04 LeverkusenAnnasophie Drees Linda Wrede Pia Anna Stemski                                                         | Pl.Ziff. 65                        | LV PliezhausenTsambika Jäger Charlotte Heim Marie Sophie Stolte                            | Pl.Ziff. 69                          |
| Berglauf 9,8 km/654 Höhenmeter              | Laura Hottenrott (PSV Grün-Weiß Kassel)                                                    | 43:49 min00                       | Nina Voelckel (Laufteam Kassel)                                                                                              | 45:21 min00                        | Julia Ehrle (LG farbtex Nordschwarzwald)                                                   | 48:00 min00                          |
| Berglauf Mannschaftswertung                 | Spiridon FrankfurtSarah Kistner Nora Holesch Mona Winter                                   | 2:38:40 h0000                     | TV Bühl 1847Sandra Kist-Boschetti Christine Vollmer Sylvia Schmieder                                                         | 2:41:01 h0000                      | SSC Hanau-RodenbachKerstin Bertsch Lea Blandamura Tatjana Rauhut                           | 2:41:51 h0000                        |
| 6-Stunden-Lauf (DUV)                        | Jasmin Beer (Die Laufpartner)                                                              | 76,553 km CR                      | Katrin Gottschalk (LG Ultralauf)                                                                                             | 74,778 km0                         | Annette Rudolph (LG Nord Berlin Ultrateam)                                                 | 73,589 km0                           |
| 6-Stunden-Lauf (DUV) Mannschaftswertung     | Die LaufpartnerJasmin Beer Hella Damerau Melanie Anders                                    | 214,085 km CR                     | LG Nord Berlin UltrateamAnnette Rudolph Malin Auraß Katrin Grigalat                                                          | 210,721 km0                        | LG UltralaufKatrin Gottschalk Claudia Lederer Sylvia Faller                                | 201,275 km0                          |
| Ultratrail (DUV) 74,5 km / 2120 hm          | Katrin Ochs (LG Filder)                                                                    | 7:34:44 h0000                     | Antonia Müller (Laufgemeinschaft eXa Leipzig)                                                                                | 7:49:15 h0000                      | Malin Auraß (LG Nord Berlin)                                                               | 8:04:05 h0000                        |
| Ultratrail (DUV) Mannschaftswertung         | Landau Running CompanyIris Stern Silke Herrgen Julia Keck                                  | 28:38:51 h000                     | LG Nord BerlinMalin Auraß Claudia Bree Ullika Schulz                                                                         | 29:05:58 h000                      | nur zwei Mannschaften in der Wertung                                                       | nur zwei Mannschaften in der Wertung |
| 24-Stunden-Lauf (DUV)                       | Anne Stephan (Die Laufpartner)                                                             | 240,3089 km0                      | Simone Durry (TG 1848 Neuss)                                                                                                 | 236,0148 km                        | Sarah Mangler (LG Ultralauf)                                                               | 218,5293 km                          |
| 24-Stunden-Lauf (DUV) Mannschaftswertung    | Die LaufpartnerAnne Stephan Marieke Broeren Jasmin Beer                                    | 616,25 km DR                      | LG Ultralauf ISarah Mangler Petra Fornaçon Kerstin Hommel                                                                    | 552,91 km00                        | LG Ultralauf IIDagmar Deuber Sabine Kramer Gisela Vorstermanns                             | 470,43 km00                          |

### Mixed
| Disziplin     | Gold                                                                                      | Leistung       | Silber                                                                      | Leistung    | Bronze                                                             | Leistung    |
| ------------- | ----------------------------------------------------------------------------------------- | -------------- | --------------------------------------------------------------------------- | ----------- | ------------------------------------------------------------------ | ----------- |
| 4 × 400 Meter | VfL SindelfingenAlexander Stepanov Carolina Krafzik Lisa Sophie Hartmann Constantin Preis | 3:24,06 min CR | LG Nord BerlinCharlotte Wolff Alexander Hanke Karolina Pahlitzsch Marc Koch | 3:28,74 min | SCC BerlinJames Adebola Alica Schmidt Lukas Krappe Michelle Janiak | 3:29,45 min |